# Der Mann von der Cap Arcona
Der Mann von der Cap Arcona ist ein Film der DEFA für das Fernsehens der DDR aus dem Jahre 1982.

## Hintergrund
Der Film gibt einen Teil der Lebensgeschichte des Hauptdarstellers Erwin Geschonneck wieder.
Der Hintergrund ist die Geschichte der Cap Arcona, die am 3. Mai 1945 mit mehreren Tausenden von KZ-Häftlingen an Bord versehentlich von alliierten Flugzeugen in der Lübecker Bucht beschossen und versenkt wurde.